# Charlie Airlines
Charlie Airlines (che opera come Cyprus Airways) è la compagnia aerea di bandiera di Cipro, con sede presso l'Aeroporto Internazionale di Larnaca. La compagnia aerea, di proprietà per il 40% della S7 Airlines, prende il nome dalla vecchia compagnia Cyprus Airways dopo aver acquisito i diritti di utilizzo del marchio, e dopo il fallimento di questa è anche compagnia di bandiera cipriota. Il logo della compagnia incorpora un ramo d'ulivo, il principale simbolo di Cipro.

## Storia
Nel 2016, S7 Airlines ha annunciato l'intenzione di lanciare una compagnia aerea cipriota sotto il nome di Charlie Airlines. Nel luglio 2016, la compagnia aerea si è aggiudicata una gara per l'utilizzo del marchio Cyprus Airways.
Il 4 marzo 2017, la compagnia aerea ha condotto il suo primo volo di prova dall'aeroporto internazionale di Larnaca all'aeroporto internazionale di Heraklion con un Airbus A319, come parte della procedura per ottenere il certificato.
Il 14 marzo 2017 è stato annunciato che la compagnia aerea aveva ottenuto il certificato di operatore aereo dal dipartimento dell'aviazione civile cipriota.

## Flotta

### Flotta attuale
A settembre 2024 la flotta di Cyprus Airways è così composta:

### Flotta storica
Nel corso degli anni, Cyprus Airways ha operato con i seguenti aeromobili: